# サルダナパールの死
『サルダナパールの死』（仏: La Mort de Sardanapale）はカンバス地に描かれた油絵（392 x 496 cm ）。
1827年にウジェーヌ・ドラクロワが描いた。
現在はパリのルーブル美術館の所蔵である。
アッシリア王サルダナパール（en）の最期を描いた歴史画である。ベッドの上に裸の女性が横たわり、無表情なサルダナパールに命乞いをしている。
サルダナパールは、自身の世俗の財産が破壊されるのを眺めている。
サルダナパールは軍の敗北に際し、財産を破壊し愛妾を殺害するよう命じ、自身で火をつけたのである。
『サルダナパールの死』は、バイロン作の戯曲『サルダナパール』に基づいており、ロマン主義の作品に分類される。
この絵は、豊かで鮮明な、暖かい色彩により、さまざまなタッチで描かれている。